# Пояс Пресвятой Богородицы

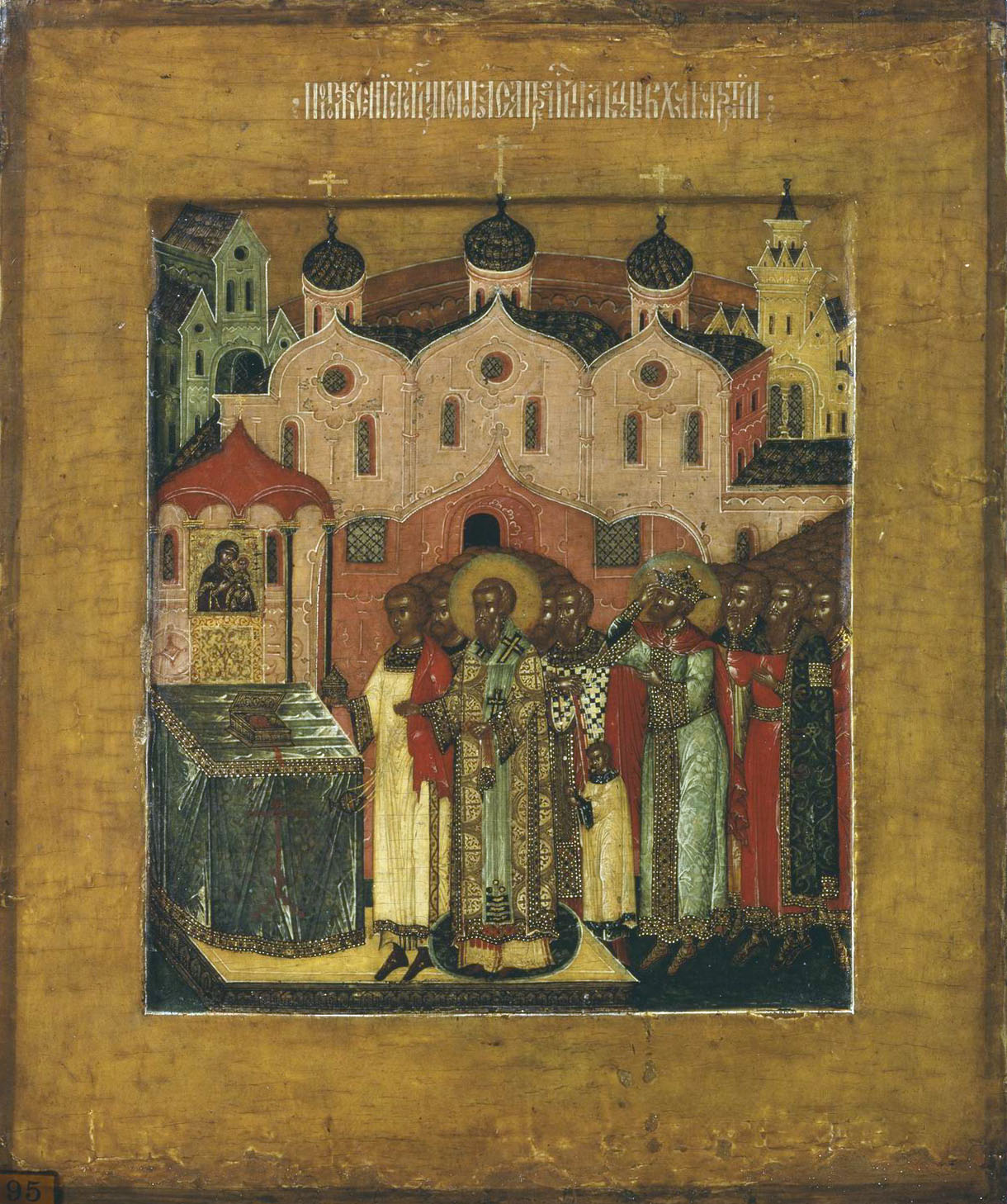
Положение пояса Пресвятой Богородицы в Халкопратии (XVII век, Русский музей)

Это статья о православной реликвии. О реликвии католической церкви см. Мадонна пояса
Поя́с Пресвято́й Богоро́дицы (греч. Ζώνη τῆς ὑπεραγίας Θεοτόκου) — христианская реликвия, принадлежавшая, по преданию, Деве Марии, матери Иисуса Христа. В честь реликвии в Православной церкви установлено празднование — «Положение честного Пояса Пресвятой Богородицы» (греч. Μνήμη τῆς καταθέσεως τῆς τιμίας Ζώνης τῆς ὑπεραγίας Θεοτόκου), совершаемое 31 августа (по юлианскому календарю).

## История

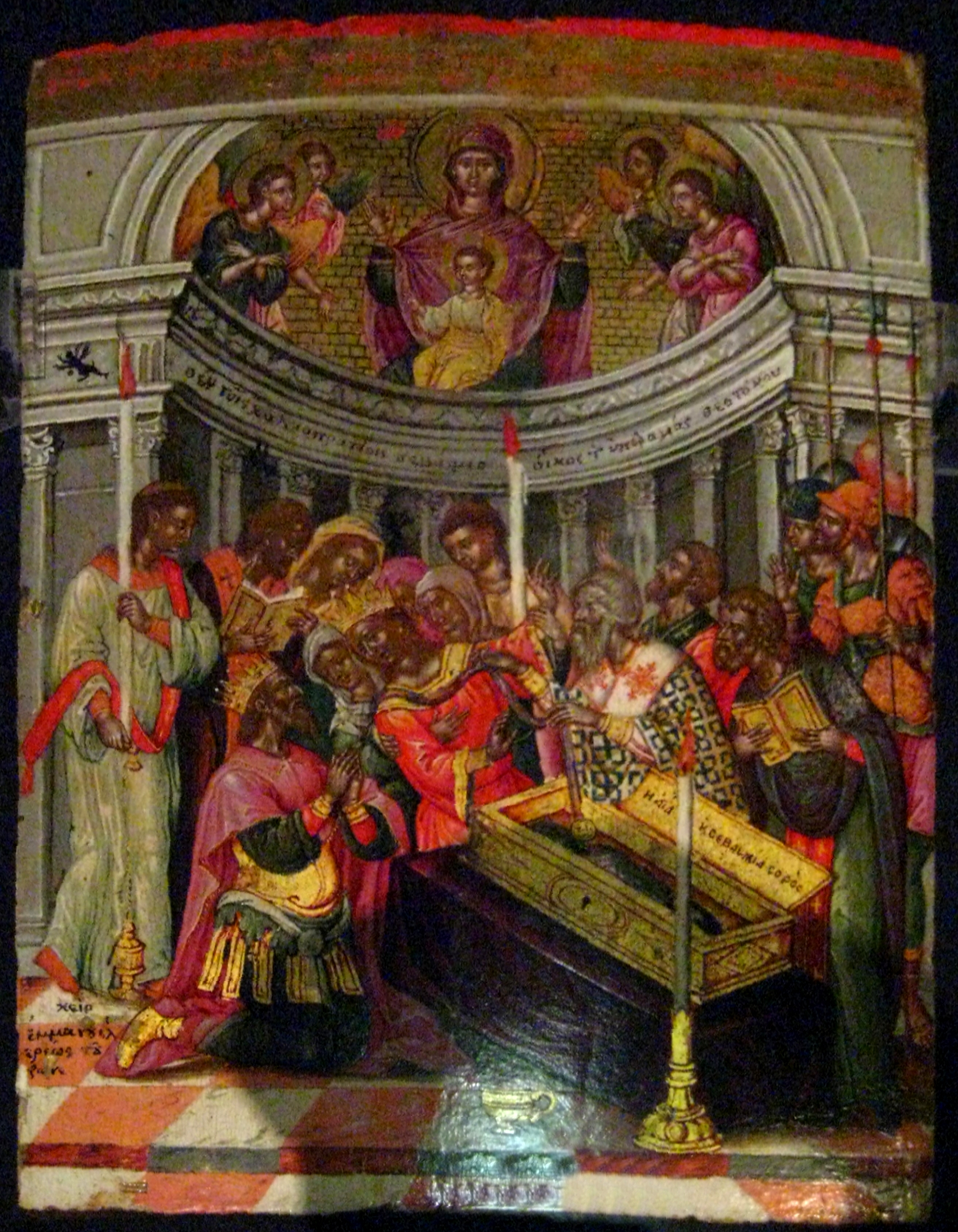
Эммануил Тзанес. Чудо святого Пояса (2-я пол. XVII века, музей Бенаки)

До конца IX века нет письменных упоминаний о Поясе Богородицы. Существуют два рассказа о происхождении пояса Богородицы, один из них в Минологии Василия II, другой в Синаксаре Константинопольской церкви, оба источника X века.
Синаксарь Константинопольской церкви X века сообщает, что пояс Богородицы хранился в городе Зила (Ζήλα), а при императоре Юстине II (565—578 годы) пояс был перенесён из Зилы в Константинополь в Халкопратийскую церковь, в храме для хранения пояса была устроена отдельная часовня Агиа Сорос (Святой Ковчег; см.также Агиосоритисса).
В конце IX века Иосиф Песнописец (?—883) написал канон для праздника положения пояса в Халкопратии.
В Минологии Василия II рассказывается, что пояс и риза Богородицы хранились в Иерусалиме; при императоре Аркадии (395—408 годы) пояс был перенесён в Константинополь из Иерусалима и положен в небольшой ковчег. При императоре Льве VI (886 — 912 годы) его четвёртая жена Зоя, которая была бесноватая, во сне увидела видение. В видении Зоя была оповещена, что от пояса получит исцеление. Лев VI открыл ковчег, достал пояс и передал его патриарху. Патриарх растянул пояс над головой Зои, после этого Зоя получила исцеление, нечистый дух вышел из неё. Пояс был помещён в золотом ковчеге за царскою печатью.
После этих событий патриарх Евфимий (907 — 912 годы) составил Энкомий на поклонение честного пояса пресвятой Богородицы и на обновление её храма в Халкопратии.
Как сообщает Никифор Каллист Ксанфопул в своей книге «Церковная история», написанной в XIV веке, пояс хранился вместе с молоком Богородицы в Халкопратийской церкви.
Само празднование в честь его положения в Халкопратии приобрело ещё большую торжественность (в месяцесловах он отмечен знаком «малый праздник»).
|                              | На греческом | На церковнославянском (транслитерация) |
| ---------------------------- | --- | --- |
| Тропарь глас 8 (Ἦχος πλ. δ') | Θεοτόκε ἀειπάρθενε, τῶν ἀνθρώπων ἡ σκέπη, Ἐσθῆτα καὶ Ζώνην τοῦ ἀχράντου σου σώματος, κραταιὰν τῇ πόλει σου περιβολὴν ἐδωρήσω, τῷ ἀσπόρῳ τόκῳ σου ἄφθαρτα διαμείναντα· ἐπὶ σοὶ γὰρ καὶ φύσις καινοτομεῖται καὶ χρόνος· διὸ δυσωποῦμέν σε, εἰρήνην τῇ πολιτείᾳ σου δώρησαι, καὶ ταῖς ψυχαῖς ἡμῶν τὸ μέγα ἔλεος | Богоро́дице Присноде́во, челове́ком покро́ве, Ри́зу и По́яс пречи́стаго Твоего́ телесе́, держа́вное гра́ду Твоему́ обложе́ние дарова́ла еси́, безсе́менным Рождество́м Твои́м, нетле́нна пребыва́ющи: о Тебе́ бо и естество́ обновля́ется и вре́мя, тем же мо́лим Тя, мир гра́ду Твоему́ дарова́ти, и душа́м на́шим ве́лию ми́лость |

## Католицизм

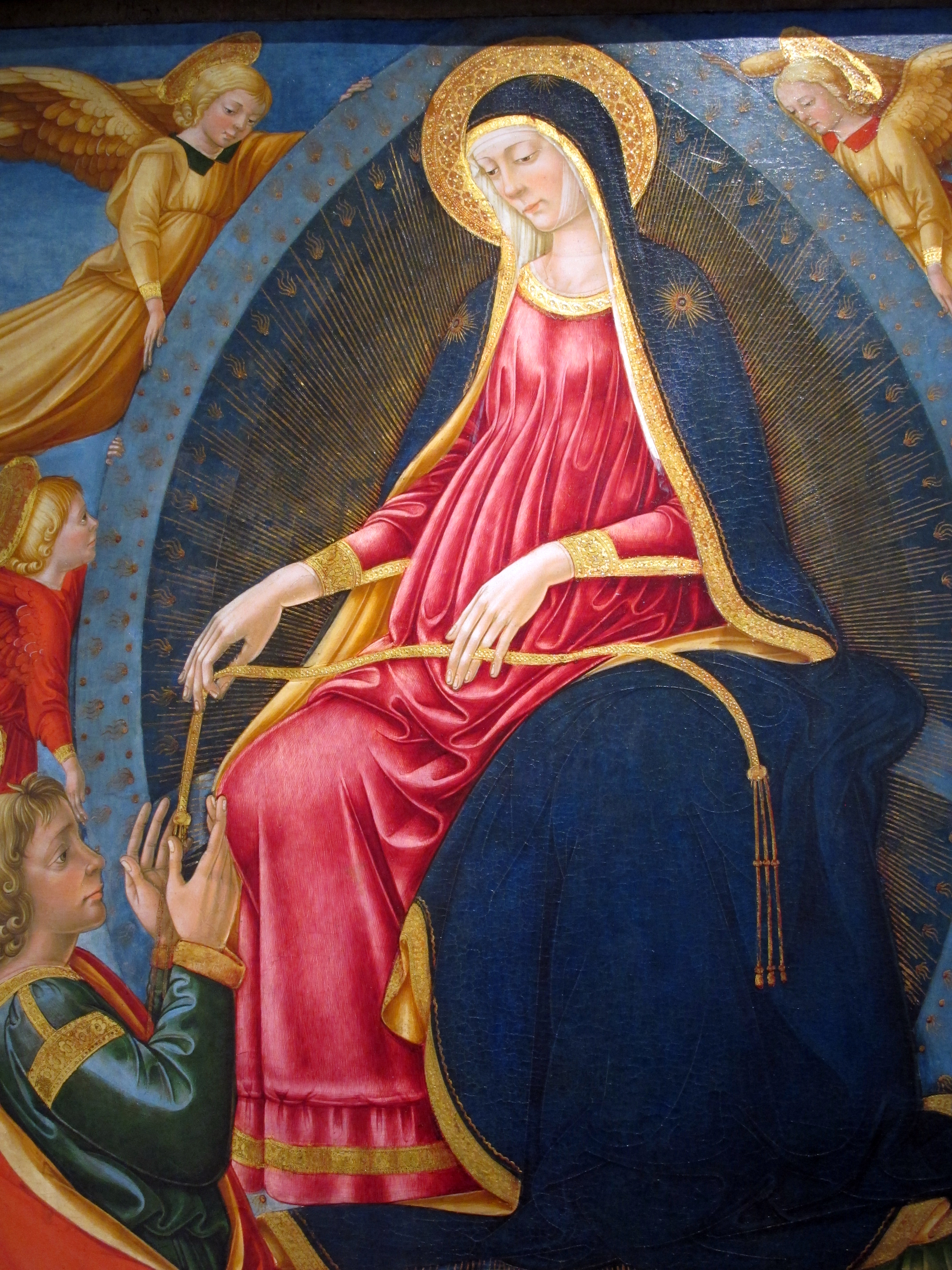
Существует православное и католическое предание о том, что Богородица явилась апостолу Фоме и бросила ему в утешение свой пояс с Неба. Сюжет распространён в католической живописи (Sacra Cintola). Образ работы Нери ди Бичи, около 1470—1475. Епархиальный музей в Сан-Миниато

Одна из версий латинского апокрифа «Переход Марии» (лат. Transitus Mariae), основанного на греческой версии апокрифа «Святого Иоанна Богослова сказание об успении Святой Богородицы», упоминает, что в погребении Богородицы не участвовал апостол Фома. Согласно этой версии апокрифа, когда апостолы открыли гробницу, чтобы Фома мог убедиться в погребении Божией Матери, тела Богородицы там не оказалось. Тогда Фома рассказал, что ему было явлено, как Дева Мария возносится на небо (Ассунта), и просил Её дать ему благословение. Тогда Мадонна сбросила ему пояс, которым была опоясана. По этой причине в католичестве эта история называется «Мадонна пояса» (итал. Madonna della Cintola). Кратко этот апокриф пересказан в Золотой легенде. Этот сюжет часто используется в живописи художников флорентийской школы. По одной из версий, реликвия была привезена из Иерусалима в 1141 году итальянским торговцем из Прато Микеле Дагомари и хранится в кафедральном соборe Святого Стефано в Прато.

## Местонахождение
После падения Константинополя известно о нескольких местах нахождения целого пояса или частей этой реликвии:
- Церковь Сент-Урс (фр. Saint-Ours de Loches),  Лош (Франция)[17]
- Нотр-Дам-дю-Пюи, Грас (Франция)[18]
- Аббатство Сенанк (фр. Abbaye Notre-Dame de Délivrance), Кентен (Франция)[19]
- Церковь Богоматери Дальбад (фр. Église Notre-Dame (Alsemberg)),  Алсемберг (фр. Alsemberg), (Бельгия)[20]
- Базилика Девы Марии, Маастрихт, (Нидерланды)[21]
- монастырь Ватопед (Афон)[22] — дар сербского князя Лазаря, считается частью пояса, которую византийские императоры брали с собой в военные походы и которую отбили у византийцев болгары.
- монастырь Троодитисса (Кипр)
- Влахернская церковь в Зугдиди (Грузия)[23] — часть, привезённая племянницей императора Романа III, ставшей женой грузинского царя Баграта IV. В начале XIX века Нино, дочь царя Георгия XII, после принятия российского подданства, прислала часть пояса в дар императору Александру I, который, украсив его драгоценными камнями, вернул обратно и повелел построить в Зугдиди церковь для хранения реликвии.
- Храм Илии Пророка Обыденного (Москва) — частичка святыни, хранящаяся в мощевике у придела апостолов Петра и Павла[24][25].
- Казанский собор (Санкт-Петербург) — 21 сентября 2011 года частица пояса Богородицы подарена собору на вечное хранение[26].
- Прато (Италия) — Sacra Cintola[итал.] — реликвия, предположительно захваченная крестоносцами во время I Крестового похода в Иерусалиме, почитается как пояс, который Дева Мария вручила апостолу Фоме в момент своего Вознесения. Реликвия была привезена из Иерусалима в 1141 году купцом из Прато Микеле Дагомари (он же Микеле да Прато). Первоначально пояс хранился в одной из приходских церквей Прато, однако в 1312 году некий житель этого города попытался похитить пояс, однако был пойман на месте преступления и вскоре был казнён за святотатство[27]. Ныне хранится в Капелле Святого Пояса в кафедральном соборе города (по преданию, построенной по совету известного скульптора и зодчего Джованни Пизано).

### Сирийский пояс

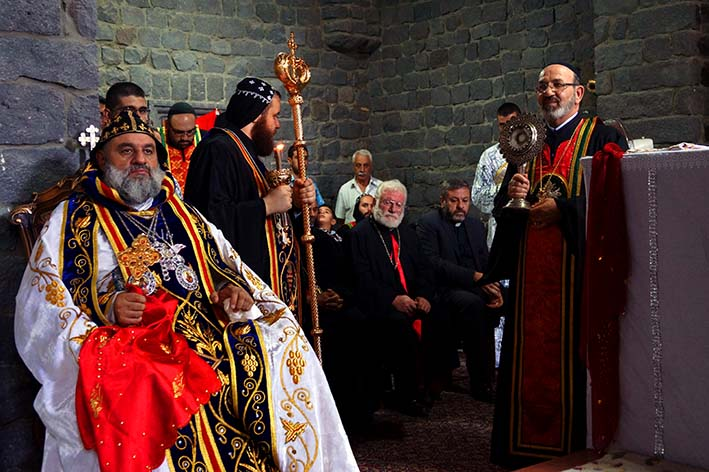
Возвращение части пояса Богородицы в сирийский город Хомс

В сирийском городе Хомс хранится пояс, также изготовленный из верблюжьей шерсти и расшитый золотыми узорами. Согласно преданию, пояс около 400 лет находился в Индии, где, согласно житию, принял мученическую смерть св. апостол Фома. В 476 году пояс был доставлен в Сирию и спрятан в алтаре древней церкви, которая на арабском называется «Ум аль-Зуннар» (заложена в 59 году, в нынешнем виде здание церкви существует с 1853 года). Долгие столетия считалось, что пояс был утерян. Пока в 1953 году пояс не был случайно обнаружен и выставлен для поклонения верующих.
Длина сирийского пояса составляет 75 сантиметров. Свернутый в форме круга пояс хранится в специальном серебряном сосуде, имеющем форму цветка. Во время активных боевых действий в городе Хомс здание церкви пострадало. Пояс был вывезен за пределы города в более безопасный район. После выхода боевиков из центральной части города Хомс стали возможными реставрация здания и возвращение в церковь реликвии. Торжественное возвращение реликвии в Хомс состоялось 15 августа 2014 года. Церковь Пояса Богородицы в Хомсе принадлежит сиро-яковитской церкви. И хотя резиденция её предстоятеля находится в Дамаске, большинство приверженцев этой ветви христианства проживают в Индии. Что косвенно подтверждает версию о почти четырёхвековом пребывании находящейся нынче в Хомсе святыни на индийской земле.

## Народное почитание
Народно-христианские представления наделяли пояс Богородицы свойствами сильнейшего оберега при родах. Так, английская королева Елизавета Йоркская заплатила немалые деньги некоему монаху за использование «пояса Богородицы» при родах. Хорваты опоясывали роженицу, которая долго не могла разродиться, «поясом Богородицы» (хорв. Gospin pasac), принесённым из церкви. В Сербии женщину на сносях заранее опоясывали верёвкой, которая всю ночь провисела в церкви у иконы Богородицы. Словенцы Каринтии считали, что роды облегчает двухметровая лента velikost Marije, продаваемая в церквях. У македонских греков матери, несчастливые в детях, незадолго до родов старались раздобыть у побывавших в Фокее паломниц «пояс Богородицы» (греч. ζώνη της Παναγίας) из выделанной кожи.

### Принесение в Россию в 2011 году
В 2011 году часть пояса Богородицы, хранящаяся в Ватопедском монастыре, по инициативе Фонда Андрея Первозванного была привезена в Россию. Группа афонских монахов, сопровождавшая пояс, на специально арендованном самолёте и специальных поездах за 39 дней посетила 14 городов и Серафимо-Дивеевский монастырь. Маршрут перемещения пояса Пресвятой Богородицы по России был специально определён в виде восьмиконечного православного креста. По приблизительным оценкам, поясу поклонились более 3,1 млн паломников.